# The Wigwam
Pour les articles homonymes, voir Wigwam (homonymie).
The Wigwam est un hôtel américain situé à Litchfield Park, dans l'Arizona. Ouvert en 1929, cet établissement est membre des Historic Hotels of America depuis 2010.